# Gohei Ono
Pour les articles homonymes, voir Ono.
Gohei Ono est un  joueur de shogi japonais né le 9 novembre 1831 et mort le 29 janvier 1921. Il fut le douzième Meijin (« grand maître ») du shogi désigné à vie (en 1898). Il fut le témoin de la fin des trois grandes maisons de shogi au Japon (la maison Ohashi principale, la maison Ito et la seconde maison Ohashi).

## Biographie
Gohei Ono est né en 1831 sous le nom Doi Kitaro dans la ville de Wakimachi (aujourd'hui dans la ville de Mima dans le nord-ouest de la préfecture de Tokushima). Il était le fils aîné d'un aubergiste.
En 1850, il vint à Kyoto pour recevoir les leçons du joueur de shogi Sōho Amano. 
Il reçoit le grade de 5e dan de shogi, en 1866 et de 6e dan en 1869. Il changea son nom une première fois en Doi Goko, puis, après avoir fondé une famille à Tokyo Doi Kitaro prit le nom de Gohei Ono en 1889.
Il est promu 8e dan de shogi (le grade le plus élevé en dessous de celui de Meijin) en 1880.
En 1893, le onzième Meijin Soin Ito III meurt. En 1898, après une vacance de cinq ans (1893-1898), le titre de (douzième) Meijin à vie fut décerné à Gohei Ono. Bien que Ono fut reconnu comme le meilleur joueur de l'époque, Kinjirō Sekine, alors seulement sixième dan, contesta la décision et envoya une lettre de défi à Ono.
À la mort de Gohei Ono, en 1921 à 91 ans, Kinjirō Sekine fut désigné treizième Meijin à vie.